# Santa Maria degli Angeli (Palermo)

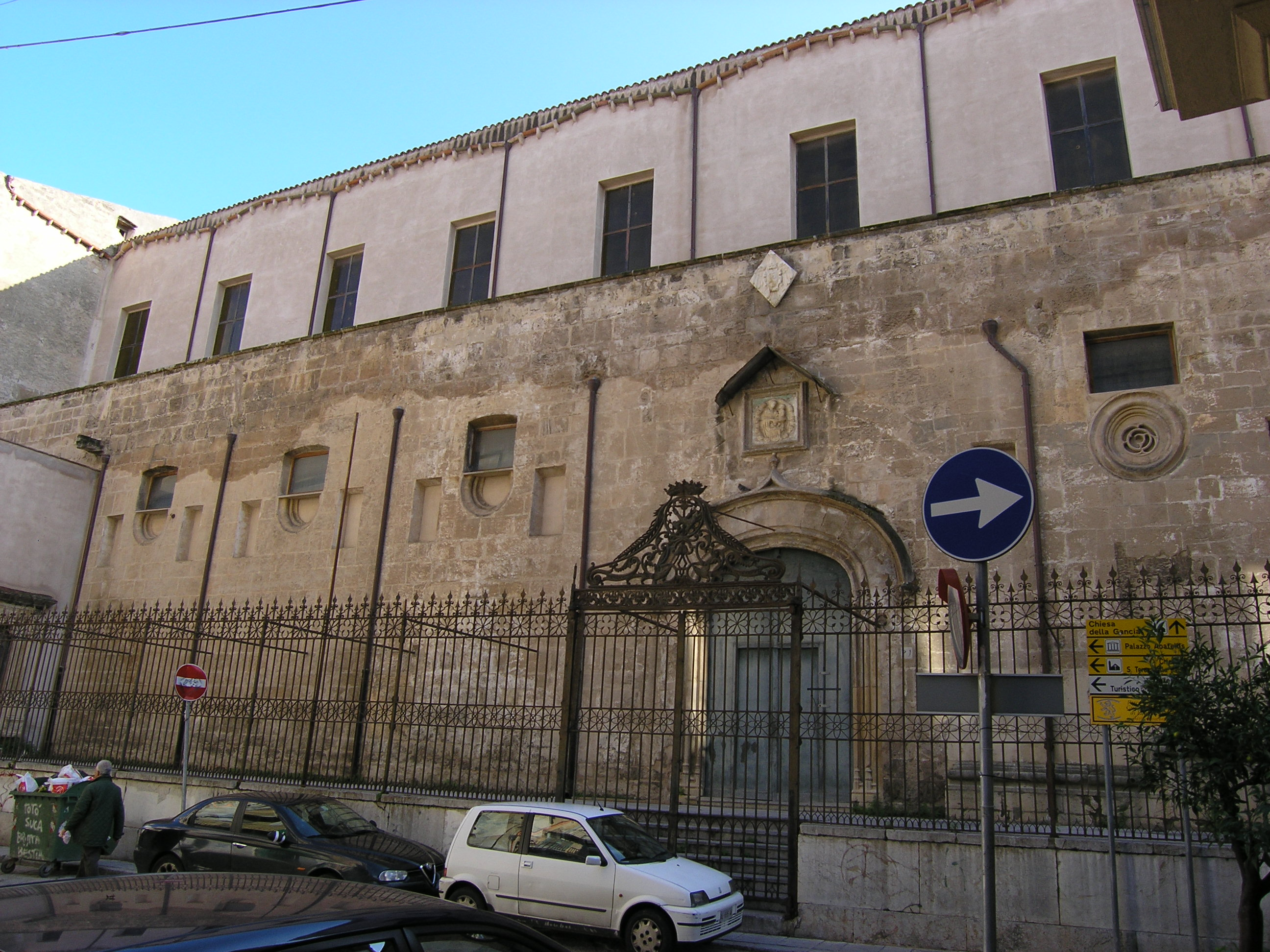
Santa Maria degli Angeli, Seitenansicht

Santa Maria Degli Angeli, genannt Chiesa della Gancia, ist eine Kirche der Spätgotik in Palermo.
Mit Erlaubnis des Papstes Innozenz VIII. wurde es den Minoriten des Konvents Santa Maria di Gesù 1430 erlaubt, vor den Toren der Stadt eine „Gancia“, ein Hospiz für Kranke und Besucher der Stadt sowie ein Kloster zu bauen. Zwischen 1485 und 1508 wurde der Anlage die Kirche Santa Maria Degli Angeli hinzugefügt. Das Kloster wurde 1866 säkularisiert und seit 1999 dient es als Verwaltung der Provinzkurie. Die Westfassade und die längs der Via Alloro gelegene Südwand der Kirche sind von äußerster Schlichtheit. Die Portale von 1530 verweisen auf spätgotisch-katalanischen Ursprung, der sich mit Elementen der Renaissance verbindet.
Der einschiffige Innenraum mit tiefen Kapellen ist das Ergebnis der tief greifenden Veränderungen, besonders seit 1673 durch Gaspare Guercio und dann im Jahre 1782 unter der Leitung von Giuseppe Venanzio Marvuglia. Die flache Holzdecke stammt noch aus dem 16. Jahrhundert. Die große Orgel über an der inneren Westwand wurde 1615 von Raffaele La Valle gebaut.
In der Kirche ist ein Loch gekennzeichnet, durch das 1860 die heute von den Bürgern Palermos verehrten zwei Freiheitskämpfer Gaspare Bivona und Filippo Patti Mazzini mit Hilfe einiger Einheimischer vor den Truppen der Bourbonen in das Kloster fliehen und sich dort verstecken konnten.
In einem Bereich des Säulenhofes der Franziskanischen „Gancia“ sind Fresken aus dem 17. Jahrhundert mit dem Stammbaum der Minoritenbrüder angebracht. Im ehemaligen Oratorio dei Pescatori befinden sich Stuckdekorationen, die Vincenzo Messina zugeschrieben sind. Ein Teil des ehemaligen Klosterkomplexes wird seit 1859 als Zweigstelle (sede Gancia) des Staatsarchivs Palermo benutzt.

## Ausstattung
- Pietro Novelli: Fresken „Szenen aus dem Leben der Heiligen Petrus und Franziskus“.
- Filippo Tancredi: Fresken „Franziskanische Heilige“ (1697) von Antonio Grano um 1700 fertiggestellt, sowie „Anbetung der Könige“
- Filippo Tancredi: Tafelbilder „Die Jungfrau Maria erscheint Heiligen“ und „Heilige Kommunion aus dem Heiligen Geist“
- Vincenzo degli Azani: Tafelbild „Hochzeit der Maria“
- Giacomo Serpotta: Stuckfigurengruppe „Kaiser Augustus erscheint die Cumäische Sibylle“
- Gaspare Fittiolo: Stuckstatuen „David“ und „Jesaja“